# Spartaeus spinimanus
Spartaeus spinimanus är en spindelart som först beskrevs av Tord Tamerlan Teodor Thorell 1878.  Spartaeus spinimanus ingår i släktet Spartaeus och familjen hoppspindlar. Inga underarter finns listade i Catalogue of Life.